# Krasnodar Rora
Krasnodar Rora (Vis, 1945. március 23. – Zágráb, 2020. november 12.) jugoszláv válogatott horvát labdarúgó, középpályás.

## Pályafutása

### Klubcsapatokban
1962 és 1964 között a Šibenik, 1964 és 1973 között a Dinamo Zagreb labdarúgója volt. Tagja volt az 1966–67-es idényben vásárvárosok kupája-győztes Dinamónak. 1973 és 1975 között a belga Standard de Liège, 1975 és 1977 között a francia AS Nancy csapatában játszott. 1977–78-ban a francia SR Hagenau együttesében fejezte be az aktív labdarúgást.

### A válogatottban
1967–68-ban öt alkalommal szerepelt a jugoszláv válogatottban.

### Edzőként
1992-ben a Radnik Velika Gorica, 1992–93-ban a Šibenik, 1998-ban a Cibalia vezetőedzője volt.

## Sikerei, díjai
Dinamo Zagreb
- Jugoszláv kupa
  - győztes (2): 1965, 1969
- Vásárvárosok kupája (VVK)
  - győztes: 1966–67